# أراك ستوكي

أراك ستوكي(الاسم العلمي:Salvadora stocksii) هو نوع غير مؤكد من النباتات يتبع جنس الأراك من الفصيلة الأراكية.